# Джордж Велла
Джордж Вільям Велла (англ. George William Vella, нар. 24 квітня 1942 Зейтун, британська колонія Мальта) — мальтійський політик, 10-й президент Мальти (4 квітня 2019 — 4 квітня 2024). Обіймав посаду міністра закордонних справ Мальти 1996—1998 роках, в уряді Альфреді Санті в уряді Джозефі Мускаті у 2013—2017 роках. Був обраний єдиним кандидатом на непрямих президентських виборах 2019 року на Мальті і був приведений до присяги як 10-й президент Мальти 4 квітня 2019 року.

## Біографія
Велла народився у Зейтуні в 1942 році. Одружений з Міріам (до шлюбу Гріма). У нього дві дочки і син, а також сім онуків.
Велла закінчив медичний факультет в 1964 році, отримав сертифікат у галузі авіаційної медицини з Фарнборо (Велика Британія) і був фахівцем у галузі сімейної медицини.

## Кар'єра

### Лейбористська партія
Велла вступив до Лейбористської партії і почав свою парламентську кар'єру в 1976 році. Потім був обраний членом парламенту у січні 1978 року, і під час 1981, 1992, 1996, 1998, 2003, 2008 і 2013 загальних виборів. Як член парламенту він представляє 3-й і 5-й округи.

### Служба за кордоном
В 1978 році Велла був заступником члена Парламентської асамблеї Ради Європи і доповідачем з питання про забруднення моря з морських джерел на конгресі місцевих і регіональних урядів Європи (CLRAE). З січня по травень 1987 року він був постійним представником Мальти в Раді Європи.

### Заступник лідера
В 1992 році Велла був обраний заступником лідера Лейбористської партії щодо парламентських питань і прес-секретарем у закордонних справах. Він обіймав посаду заступника голови спільного парламентського комітету ЄС/Мальта.

## Дипломатія
В 1995—1996 роках Велла був членом ділового комітету Палати представників і парламентського комітету із закордонних справ.

### Заступник прем'єр-міністра і міністр закордонних справ
Він був призначений заступником прем'єр-міністра і міністром закордонних справ і навколишнього середовища в жовтні 1996 року і знову у березні 2013 року, до червня 2017 року.
Велла заявив про свою підтримку кампанії зі створення парламентської асамблеї Організації Об'єднаних Націй — організації, яка виступає за демократичне реформування Організації Об'єднаних Націй і створення більш підзвітної міжнародної політичної системи.

## Нагороди

### Національні нагороди
- Кавалер Ордену Заслуг
- Великий Магістр та почесний кавалер Ордену Заслуг, Мальта, по праву президента Мальти
- Великий Магістр Ордену «На благо Республіки»

### іноземні нагороди
- Почесний Лицар-Командор Ордену Святого Михайла і Святого Георгія (Велика Британія)
- Великий хрест pro Merito Melitensi Ордена Заслуг pro Merito Melitensi (Мальтійський орден)
- Лицар Великого хреста Ордену Святої Агати (Сан-Марино)
- Великий Командор Ордену Пошани (Греція)